# Lợn lưng yên ngựa Wessex
Lợn lưng yên ngựa Wessex (Wessex Saddleback) hay còn gọi là lợn Wessex là một giống lợn nội địa có nguồn gốc ở Tây nước Anh, (Wessex), đặc biệt là trong vùng Wiltshire và khu vực rừng mới của Hampshire. Giống lợn này có màu đen, với chân trắng. Ở Anh, nó đã được pha máu trộn lẫn lai tạo với lợn Essex để tạo thành lợn lưng yên ngựa Anh, và nó đã tuyệt chủng như một giống riêng biệt ở Anh. Tuy nhiên, Wessex Saddleback tồn tại ở Úc và New Zealand.

## Đặc điểm
Các con lợn Wessex Saddleback là màu đen, với một mảng loang trắng ở thân thể, kéo dài từ một chân qua vai, tạo thành một mảng trắng giống như một cái yên (hoặc "tấm"). Chúng là một con vật cao, lông rậm rạp, thích nghi với thức ăn gia súc trong rừng, sử dụng truyền thống của nó. Việc sử dụng này tồn tại lâu nhất trong khu rừng mới, nơi mà lợn vẫn được phép làm thức ăn gia súc trong rừng để làm cột sống (sồi, hạt dẻ và hạt dẻ) - nhưng lợn rừng mới không còn bao gồm giống thuần chủng Wessex Saddlebacks.

## Lịch sử
Có một số nhầm lẫn về nguồn gốc của Wessex Saddleback. Một số nguồn tin nói rằng nó bắt đầu như là một một phép lai chéo của "giống lợn đen của rừng mới" và "giống lợn Anh cổ xưa", sau đó phân tán lây lan qua Hampshire và Isle of Purbeck trong thế kỷ 18. Tuy nhiên những người khác chỉ đơn giản nói rằng giống này là "không rõ nguồn gốc". Giống này đã được cho là một trong số ít giống lợn của Anh bị ảnh hưởng rất ít khi lai với lợn Neapolita của nguồn gốc Viễn Đông, và nếu điều này đúng, nó có lẽ là một trong những giống lợn gần nhất được nuôi trong rừng khắp nước Anh trong nhiều thế kỷ.
Hiệp hội giống ngựa Wessex Saddleback bắt đầu vào năm 1918 ở Anh, nhưng vào giữa thế kỷ 20, chăn nuôi lợn ngày càng trở nên chuyên sâu hơn. Các hệ thống rộng lớn hơn mà lợn Wessex phù hợp đã bị từ chối, và hiệp hội giống đã từ chối với chúng. Trong khi đó, giống lợn Essex có màu tương tự (nhưng khác hơn) Essex đã theo một khóa học tương tự, và vào năm 1967 hai giống đã được sáp nhập trong một nỗ lực để ngăn chặn cả hai bị tuyệt chủng. Điều này hình thành một giống lai, Saddleback Anh (gây nhầm lẫn, cái tên "Wessex Saddleback" thường được sử dụng một cách lỏng lẻo ở Anh cho cái lưng yên ngựa Saddleback của Anh). Một vài đàn Lợn Essex sống sót dưới hình thức tương đối thuần ở Anh, và những nỗ lực đang được thực hiện để làm sống lại chúng như một giống riêng biệt, nhưng Wessex hiện đang bị tuyệt chủng ở nước xuất xứ của nó.
Tuy nhiên, trước khi hợp nhất một số giống lợn Wessex Saddlebacks đã được xuất khẩu sang các nơi khác trên thế giới, và giống này tồn tại với số lượng nhỏ ở Úc, New Zealand, và có lẽ ở nơi khác. Ở Úc vào năm 2008, có ít hơn 100 con lợn nái giống đã được đăng ký, và chúng được coi là cực kỳ nguy cấp do Quỹ giống hiếm của Úc. Vào đầu thế kỷ 19, những con lợn tương tự từ Hampshire đã được xuất khẩu sang Bắc Mỹ, và hình thành cơ sở đàn giống của lợn Hampshire, một trong những giống thương mại phổ biến nhất ở đó. Các con lợn Hampshire đã được tái nhập khẩu vào Anh, nhưng nó bây giờ là một loại khác nhau để Wessex. Giống lợn này được coi là một con lợn ăn tuyệt vời, Wessex Saddleback được sử dụng theo truyền thống như một "thịt xông khói" và được làm món thịt xông khói và giăm bông.